# یواس‌اس اینرپرتر (ای‌جی‌آر-۱۴)
یواس‌اس اینرپرتر (ای‌جی‌آر-۱۴) (به انگلیسی: USS Interpreter (AGR-14)) یک کشتی بود که طول آن 441' بود. این کشتی در سال ۱۹۴۵ ساخته شد.